# Округ Питкин (Колорадо)
Округ Питкин (енгл. Pitkin County) је округ у америчкој савезној држави Колорадо. По попису из 2010. године број становника је 17.148. Седиште округа је град Аспен.

## Демографија
Према попису становништва из 2010. у округу је живело 17.148 становника, што је 2.276 (15,3%) становника више него 2000. године.
| Група             | 2000.          | 2010.          |
| Белци             | 13.479 (90,6%) | 15.067 (87,9%) |
| Афроамериканци    | 79 (0,5%)      | 93 (0,5%)      |
| Азијати           | 167 (1,1%)     | 207 (1,2%)     |
| Хиспаноамериканци | 973 (6,5%)     | 1.561 (9,1%)   |
| Укупно            | 14.872         | 17.148         |